# Gästhamn

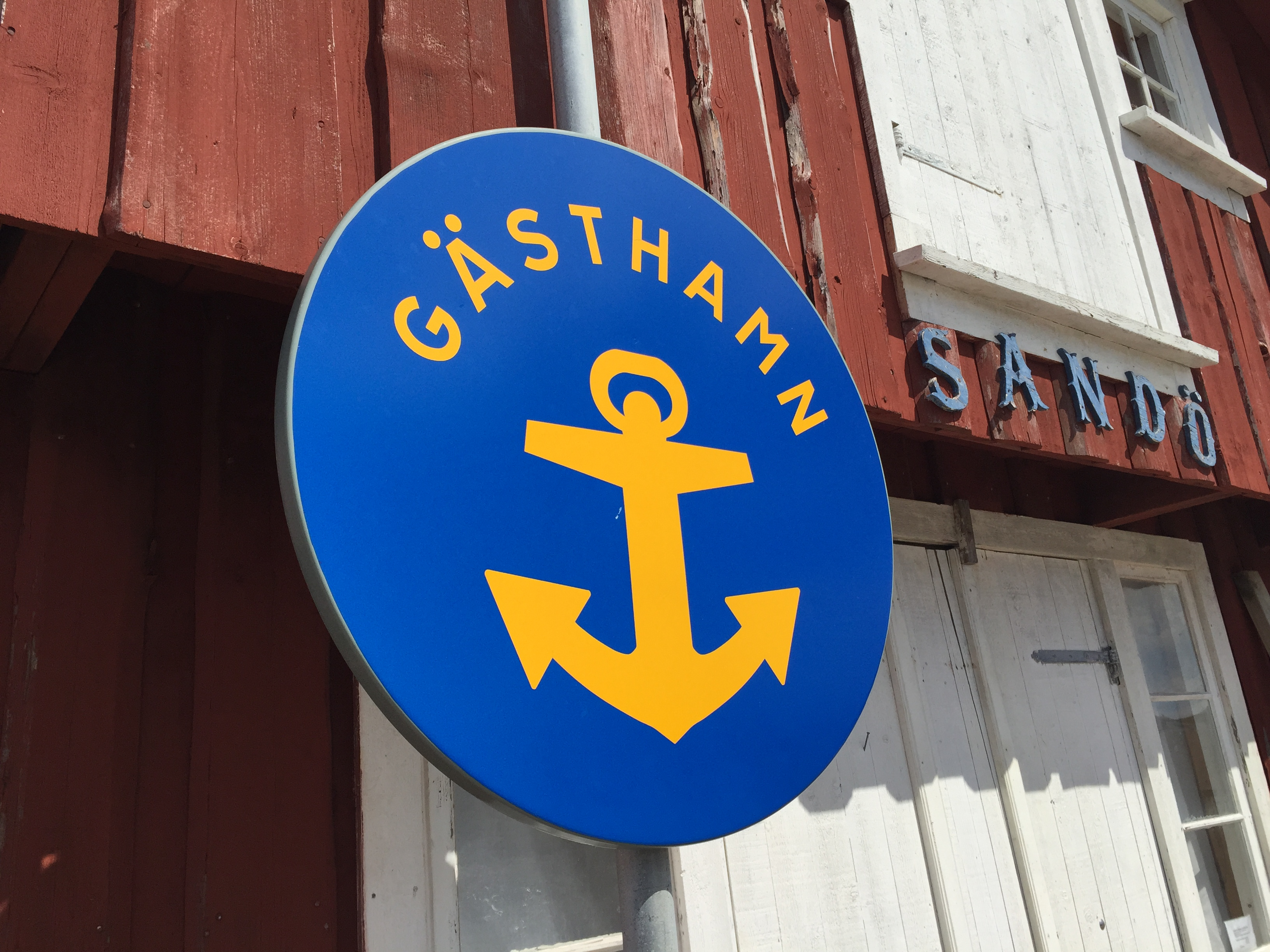
Skylt för gästhamnen i Grundsund.

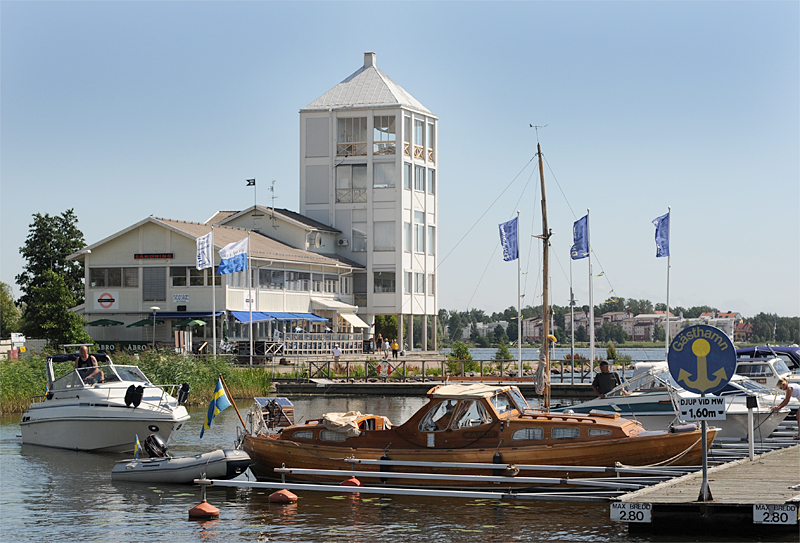
Gästhamnen i Nyköping

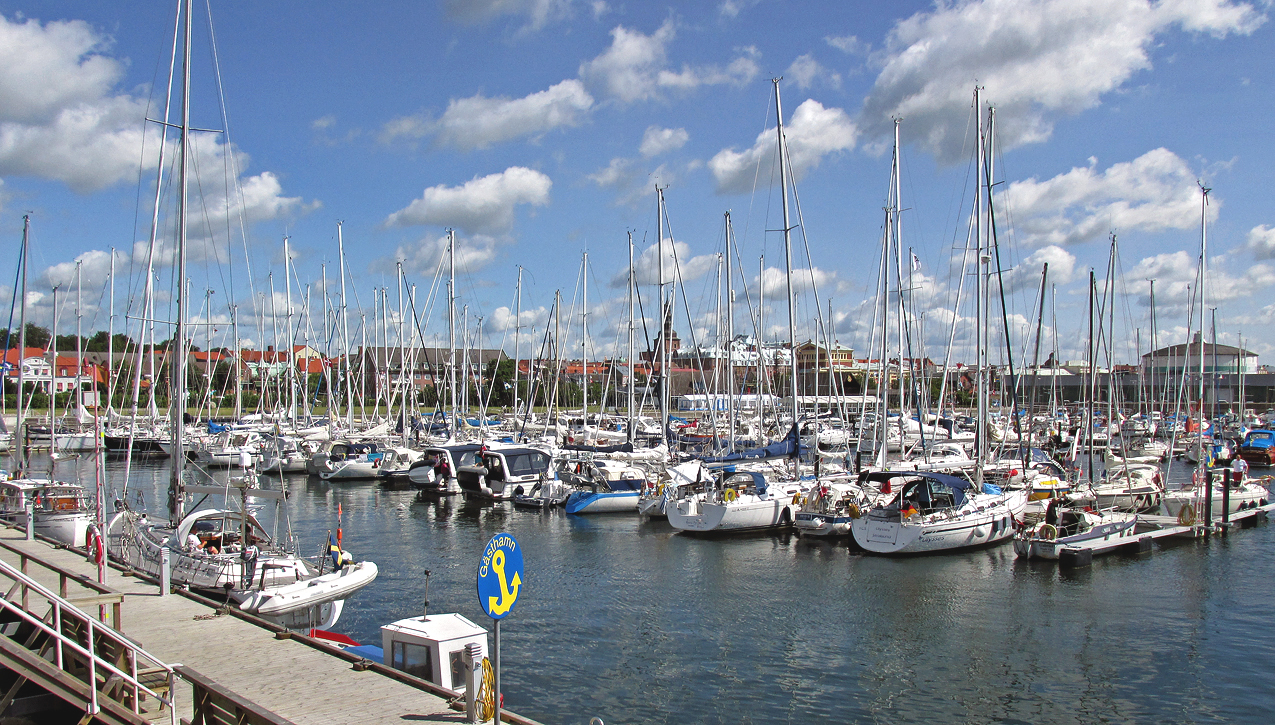
Gästhamnen i Ystad

En gästhamn är en hamn med båtplatser för tillfälligt besökande fritidsbåtar som upplåtes mot avgift.

## Gästhamnar i Sverige
I Sverige finns cirka 500 gästhamnar klassificerade av Svenska Kryssarklubben.
Gästhamnen måste uppfylla följande krav (fastställda av Sjöfartsverket[källa behövs]):
- Minst tio båtplatser
- Dricksvatten
- Kiosk/butik
- Bränsle för båtar
- Mottagning av avfall
- Toalett
- Dusch eller bastu med varmvatten
- Nödtelefon